# Pirognomico
Un materiale è detto pirognomico se tende facilmente a manifestare incandescenza.
I minerali e i metalli emettono generalmente radiazione quando sono riscaldati, ma il materiale pirognomico lo può fare a una temperatura molto più bassa. La gadolinite e l'allanite sono esempi di minerali pirognomici. Il termine è stato introdotto da Scheerer nel 1840, ma il fenomeno era stato osservato in precedenza da Wollaston e Berzelius.